# Роджерс, Фред
Фред МакФи́ли Ро́джерс (англ. Fred McFeely Rogers; 20 марта 1928 — 27 февраля 2003) — американский телеведущий, музыкант, кукольник, сценарист, продюсер и пресвитерианский проповедник. Широко известен как создатель, композитор, продюсер, сценарист, шоураннер и ведущий детской телепрограммы «Соседство мистера Роджерса» (1968—2001).

## Жизнь и карьера
Большую часть раннего детства Фред провёл в обществе деда по материнской линии, который любил внука и обучил его музыке и пению. Уже в пять лет мальчик неплохо играл на фортепьяно.
По окончании средней школы Фред поступил в Дартмутский колледж в Гановере и учился там с 1946 по 1948 год. После, в 1951 году, он окончил Rollins College во Флориде, удостоившись степени бакалавра в области музыки. В колледже Роджерс повстречал свою будущую супругу, Сару Джоан Берд, с которой сочетался браком 9 июня 1952 года. После у них родилось двое детей — Джеймс (1959) и Джон (1961).
С самых ранних лет Роджерс интересовался телевидением. И, несмотря на то, что после колледжа он поступил в семинарию, мечтой его оставалась работа на телевидении. Воплотить мечту в реальность Фреду помогла музыка. В 1951 году Роджерс стал работать на NBC (в различных музыкальных проектах, в том числе и для детей).
В 1954 году он перешёл на WQED — питтсбургский государственный телевизионный канал — и работал там в течение следующих семи лет. Программы Роджерса имели большой успех и даже были вознаграждены. В 1963 году Роджерс с отличием окончил Питтсбургскую духовную семинарию. В том же году Роджерс отправился в Торонто, где заключил контракт с компанией Canadian Broadcasting Corporation и стал вести передачу для детей. После возвращения в Питтсбург Роджерс стал принимать активное участие в делах пресвитерианской церкви и одновременно продолжил работу на телевидении. В 1968 году в свет вышла программа Роджерса Mister Rogers' Neighborhood, которая имела большой успех и была удостоена нескольких наград. Лично Роджерс был также не раз премирован, в том числе наградой Lifetime Achievement Award.
В 1988 году Роджерс участвовал в одном выпуске программы Спокойной ночи малыши.
Роджерс скончался 27 февраля 2003 года от рака желудка.